# Berumbur
Berumbur è un comune di 2.568 abitanti della Bassa Sassonia, in Germania.
Appartiene al circondario (Landkreis) di Aurich (targa AUR).